# Dieter Schormann
Dieter Egon Karl Wilhelm Schormann (* 30. Juli 1945) ist ein Buchhändler und Buchautor aus Gießen. Er war von 2001 bis 2005 Vorsteher des Börsenvereins des Deutschen Buchhandels.

## Leben
Schormann absolvierte eine Ausbildung zum Buchhändler. 1968 wurde er Geschäftsführer einer Buchhandlung in Hamburg. Im Jahr darauf übernahm er die Geschäftsführung der traditionsreichen Ferber’schen Universitätsbuchhandlung in Gießen, deren Inhaber er 1975 wurde.
Von 1995 bis 2005 war er Mitglied im Vorstand und von 2001 bis 2005 Vorsteher des Börsenvereins des Deutschen Buchhandels. Nach dem Verkauf seiner Buchhandlung an die Thalia-Gruppe und Eintritt in diese Handelsgesellschaft trat er von seinen Ämtern zurück. Seit 2009 führte er die Universitätsbuchhandlung Holderer in Gießen.
Schormann lehrte als Dozent an verschiedenen Akademien in Deutschland und war als Autor tätig. Weiterhin gehörte er dem Vereinsvorstand des Kultursommer Mittelhessen an und leitete ihn von 1992 bis 2008.
Sein Bruder ist Klaus Schormann, Weltpräsident der Union Internationale de Pentathlon Moderne (UIPM).

## Ehrungen
- 2010: Friedrich-Perthes-Medaille des Deutschen Buchhandels
- 2012: Verdienstkreuz 1. Klasse der Bundesrepublik Deutschland